# Élections cantonales de 1979 dans les Côtes-du-Nord
Les élections cantonales ont eu lieu les 18 et 25 mars 1979.

## Résultats par canton

### Canton de Bourbriac
- Conseiller sortant : Jean Bourgès (PSU)

### Canton de La Chèze
- Conseiller sortant : Louis Piton (Maj.)

### Canton de Corlay
- Conseiller sortant : Léon Sérandour (PS)

### Canton de Dinan-Ouest
- Conseiller sortant : René Régnault (PS)

### Canton d'Étables-sur-Mer
- Conseiller sortant : Marcel Ollitrault (Maj.)

### Canton de Loudéac
- Conseiller sortant : Pierre Étienne (DVD)

### Canton de Moncontour
- Conseiller sortant : Joseph Clément (Maj.)

### Canton de Paimpol
- Conseiller sortant : Marcel Le Guyader (PS)

### Canton de Perros-Guirec
- Conseiller sortant : Pierre Bourdellès (CDS)

### Canton de Plélan-le-Petit
- Conseiller sortant : Alain Guyot de Salins (PR)

### Canton de Plestin-les-Grèves
- Conseiller sortant : Marcel Hamon (PCF)

### Canton de Plouagat
- Conseiller sortant : Pierre de Catuélan (Maj.)

### Canton de Plouha
- Conseiller sortant : Alain Le Guen (CDS)

### Canton de Pontrieux
- Conseiller sortant : Yves Le Roux (PS)

### Canton de La Roche-Derrien
- Conseiller sortant : Yves Bourdonnec (DVD)

### Canton de Rostrenen
- Conseiller sortant : Guillaume Le Caroff (PCF)

### Canton de Saint-Brieuc-Nord
- Conseiller sortant : Édouard Quemper (PCF)